# Gleißenthal (Adelsgeschlecht)

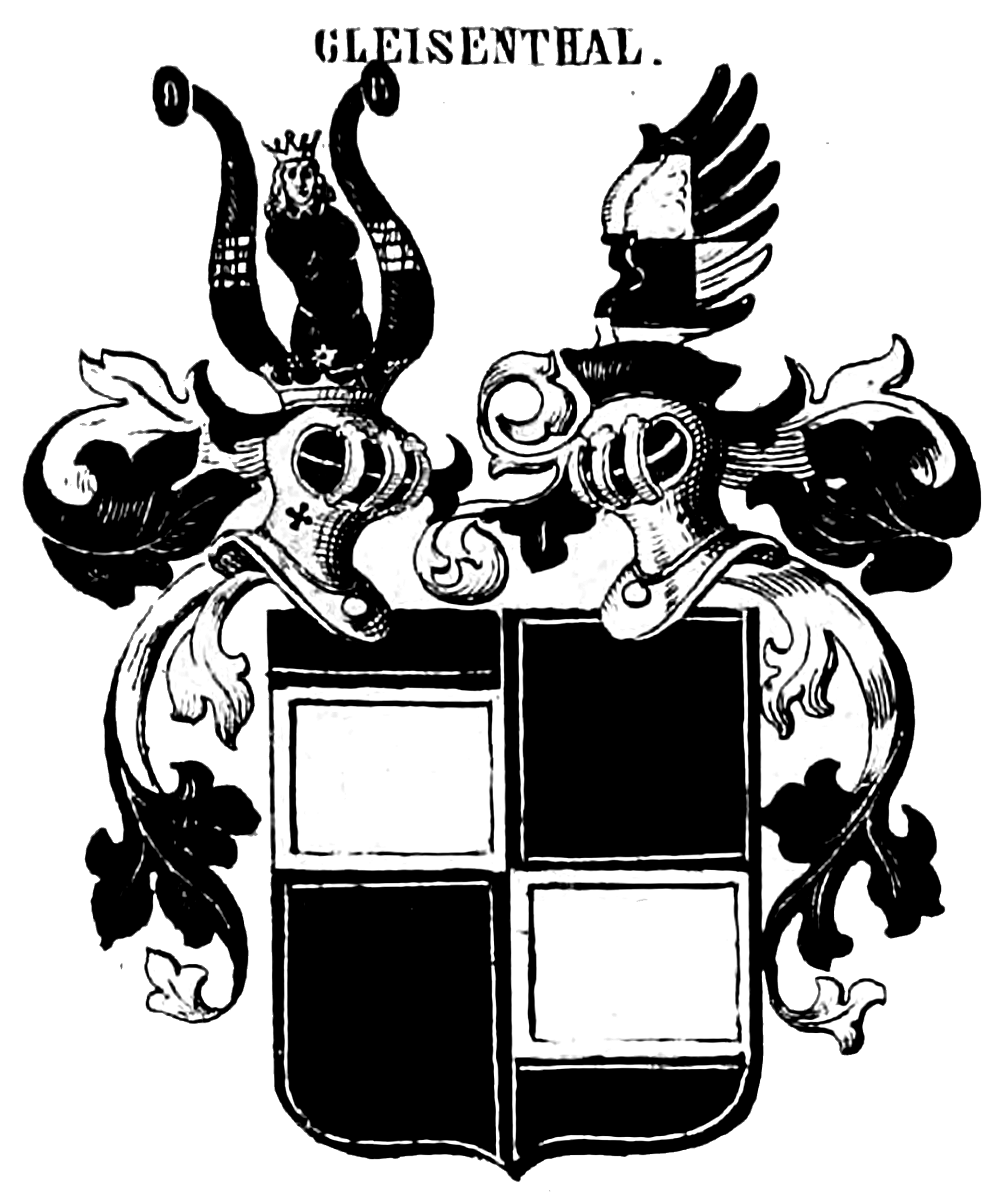
Wappen der Gleißenthaler nach Siebmachers Wappenbuch

Die Gleißenthaler sind ein oberpfälzer Adelsgeschlecht, das zuerst als Ministeriale der Leuchtenberger in Erscheinung getreten ist. Sie waren über zwei Jahrhunderte (1270–1590) mit der Hofmark Döltsch begütert, ebenso mit Dietersdorf (1301–1625), mit Zandt (1536 bis 1851) und auch mit Pullenried (1581–1643). Da sie zum Luthertum übergetreten sind, gingen sie zeitweise ihrer Besitzungen verlustig und haben sich auch in Sachsen ansässig gemacht.

## Geschichte
Der Nordgau wurde von Diepold von Giengen kolonisiert. Vermutlich gründete er in diesem Zusammenhang den Ort Gleißenthal. 1252 treten hier erstmals Ulrich, Gottfried und Dietmar von Gleißenthal als Lehensleute der Landgrafen von Leuchtenberg auf. 1346 und 1347 haben sie auch den Kaiser Karl IV. unterstützt. Gottfried von Gleißenthal hat seine Besitzungen in Hohenthan (heute ein Ortsteil von Bärnau) 1335 dem Abt Johannes III. von Elbogen von dem Kloster Waldsassen geschenkt.
Ein Ulrich von Gleißenthal auf Dietersdorf ist aufgrund einer Fehde 1389 von Karl dem Hauzendorfer vermutlich in Tännesberg gefangen gehalten worden. Am 16. März 1393 erhielt Ulrich von Gleißenthal vom Landgraf Albrecht I. von Leuchtenberg 20 fl Entschädigung für seine bei einer Fehde erlittenen Schäden. Er hatte die Burghut von Parkstein inne und besaß ausgedehnten Lehensbesitz zu Dietersdorf. 1427 wurde Wilhelm von Gleißenthal von der Stadt Eger im Kampf gegen die Hussiten in den Dienst genommen. Bei dem Bayerischen Krieg zwischen Markgraf Albrecht Achilles und dem Wittelsbacher Ludwig dem Reichen stand Niklas von Gleißenthal auf der Seite des letztlich siegreichen Wittelsbacher Herzogs von Bayern-Landshut. 1526 sind Michl, Wilhelm, Jorg und Utz Gleißenthal Inhaber des Landsassengutes Dietersdorf (zugleich auch auf Döltsch genannt). Georg Gleißenthaler hat am 9. Juli 1571 die lehensrechtliche Huldigung geleistet, sein Nachfolger ist sein Sohn Hans Siegmund von Gleißenthal. Hans Siegmund von Gleißenthal auf Dietersdorf stand für vier Jahre im Dienst von Adam von Starhemberg. Zwischen 1593 und 1599 kämpfte er gegen die Türken. Er hatte drei Brüder: Hans, Hans Georg (1622 bei Straßburg gefallen) und Hans Lorenz, der in Mähren unter Oberst Larolath kämpfte, dieser kaufte 1643 die Öde Menzelhof. Auch gegen die Truppen des Peter Ernst II. von Mansfeld scheint ein Gleißenthaler gekämpft zu haben. Mit Christoph Philipp von Gleißenthal ist die Linie zu Dietersdorf erloschen. 1625 wird Dietersdorf an den katholisch gebliebenen Michael Hartung verkauft.

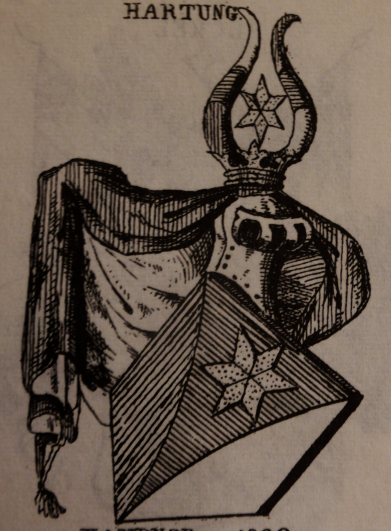
Wappen der Hartung nach Siebmachers Wappenbuch

Die Hofmark Döltsch ist ebenfalls mit der Familie der Gleißenthaler verbunden. Der ersten Besitzer war Gottfried von Gleißenthal  (zugleich Burghüter von Parkstein), ihm standen nach dem niederbayerischen Herzogsurbar von 1301 der Garbenzehnt von Döltsch zu. Auch Berthold von Gleißenthal hatte Anspruch auf ein „Geldreichnis“ von Döltsch. Marquard von Gleißenthal wird 1337 als Pfarrer in Püchersreuth genannt. Im Laufe des 15. Jahrhunderts wird aus Döltsch ein eigenständiger Besitz der Gleißenthaler. 1489 war Oswald von Gleißenthal auf Döltsch Mitglied des Löwlerbundes. 1521 sind Wilhelm Gleißentahler, 1525 Christoph, Wolf, Oswald, Jörg und Utz Gleißenthaler, die gebrüder zu Teltsch als Landsassen der neu gegründeten Jungen Pfalz eingetragen. Wilhelm Gleißenthaler ist auch durch seinen Kinderreichtum bekannt, er hatte acht Söhne und zwei Töchter; sein Sohn Michael wurde Gründer der Linie Zandt der Gleißenthaler und ist 1697 von Kurfürst Max Emanuel in den Freiherrnstand erhoben worden. 1532 ist Christoph von Gleißenthal Besitzer der Hofmark, Pfleger von Bärnau und zugleich Richter von Amberg; sein Sohn ist der evangelisch gewordene Abt von Kloster Speinshart, Johann Georg von Gleißenthal. Von 1539 bis 1541 sind Wolf und Oswald als Christoffen seligen nachgelassenen söhne die Gleißenthaler hier eingetragen, dann Oswald Gleißenthaler und ab 1550 Christof Gleißenthalers Erben. Otto, Wilhelm und Hans Georg von Gleißenthal waren von 1577 bis 1579 Mitglieder des Kurpfälzischen Rates in Regensburg. 1590 verkauft Philipp von Gleißenthal die Hofmark an Hans Hieronimus Mendel von Steinfels.
In den Besitz von Pullenried kam 1581 Christoff von Gleißenthal, 1585 und 1599 ist Pullenried im Besitz des Peter von Gleißenthal, dann folgt 1613 (Jacob) Pangraz von Gleißenthal nach und 1622 Hanns Neidhard von Gleißenthal. Dieser musste 1629 aus Glaubensgründen das Land verlassen. Nach seinem Tod fiel das Gut an seinen Bruder Wolf Peter von Gleißenthal, der es 1643 an Melchior Reineck verkaufte. 1540 tritt Michael von Gleißenthal, der mit Magdalena von Nußberg verheiratet ist, als Besitzer von Gutmaning auf. Die Nußberger hatten diese Hofmark um 1500 erworben und Michael von Gleißenthal hat diese Hofmark erheiratet. In der Zeit der Gegenreformation sind die Gleißenthaler dann außer Landes gegangen, um erst wieder nach dem Dreißigjährigen Krieg 1650 in den Besitz dieses Gutes zu kommen; Georg Christoph von Gleißenthal hat die Hofmark dann 1656 an die Schrenck von Notzing weitergegeben. Michael von Gleißenthal erkauft um 1543 von Erasmus Wurmrauscher dessen Besitz in Schachendorf. 1629 war die protestantische Familie zur Auswanderung gezwungen. Der Besitz ging danach an Hans Ludwig Laiminger zu Albertsried, dann 1631 an Matthias Rosenhammer, auf den 1661 Albrecht Vischl folgte, der Schachendorf 1680 an Christoph Seiz zu Wolfring verkaufte. Über dessen Witwe kam Schachendorf 1682 wieder an Johann Christoph von Gleißenthal. Im Besitz der Familie blieb die Anlage nun fast durchgängig bis 1842, dann wurde sie an den Bayerischen Staat verkauft.

Wappen der Gleißenthaler im Ortswappen von Zandt

Im Gemeindewappen von Zandt findet man das Wappen der Gleißenthaler, zusammen mit einer stilisierten Darstellung von Schloss Zandt. Am 21. August 1536 erwirbt Michael von Gleißenthal auf Gutmaning von Georg von Türlingen Dorf und Hofmark Zandt. 1539 stellt ihm der Regensburger Bischof Pankraz von Sinzenhofen dafür einen Lehensbrief aus. Die Lehensabhängigkeit vom Hochstift Regensburg blieb bis zur Säkularisation 1803 erhalten. Zandt wurde von ihnen zwar mehrmals an andere Personen (z. B. an die Schönsteiner, an die Kagerer von Chameregg) übergeben, aber darin werden Scheingeschäfte zum Erhalt ihres Besitzes gesehen, da sie, wie bereits mehrmals angesprochen, zum Protestantismus übergetreten sind. Johann Ludwig von Gleißenthal wird am 1. Februar 1673 die Edelmannsfreiheit und damit auch die Jurisdiktion über seine Güter zugestanden. Anton Freiherr von Gleißenthal zu Zant wird Ende des 18. Jahrhunderts mehrmals in Prozessakten genannt.
Maria Antonia Josepha Theresia  von Gleißenthal (1764–1844), Tochter von Freiherr Joseph Anton Ludwig Xaver von Gleißenthal, Herr zu Schachendorf war verheiratet mit Andreas von Moro, einem ehemaligen Offizier in bayerischen Diensten und Inhaber des Landsassengutes Kager (ab 1800) und zugleich der Hofmark Hof bei Cham. Nach dem Tod ihres Mannes war Antonia von Moro Besitzerin der Hofmark Kager. Antonia von Moro hatte eine  Schwester namens Josepha, welche mit dem Landrichter von Rüth in Landau verheiratet war, und einen Bruder, Freiherr Anton von Gleißenthal auf Zand (Sohn), Schachendorf und Thal(l)ersdorf.
Heinrich von Gleißenthal auf Zandt (* 1807) war Kommandant der Veste Oberhaus bei Passau. Sein Sohn Anton von Gleißenthal beteiligte sich als 17-jähriger Fähnrich am Krieg 1870 gegen Frankreich. Sein Bruder Heinrich von Gleißenthal war Leutnant im Ersten Weltkrieg. Schloss Zandt blieb bis 1851 im Familienbesitz. Danach verlegte sie ihren Wohnsitz nach München, wo noch heute Familienmitglieder leben (z. B. ist Ilse Freifrau von Gleißenthal Studienrätin für Mathematik und Physik, Heinrich Freiherr von Gleißenthal ist Geistlicher Rat und Johann Lepschy Freiherr von Gleißenthal promovierter Chemiker an der Bayerischen Landesanstalt für Bodenkultur und Pflanzenbau).

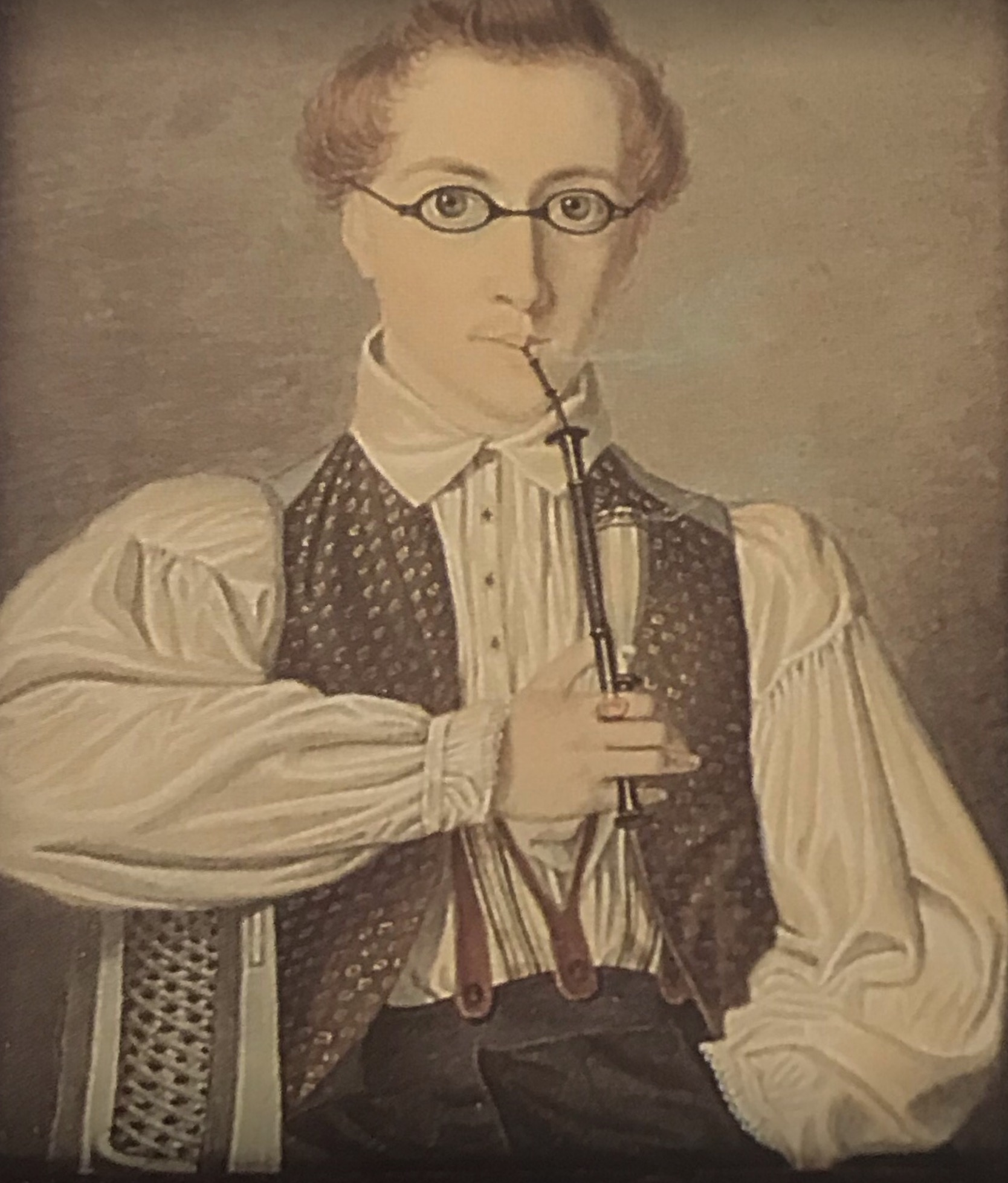
Wilhelm von Gleissenthal 1835 als Student

In Siebmachers Wappenbuch werden die Gleißenthaler auch als Uradel von Meißen bezeichnet. Dafür lassen sich einige Belege finden. So wird der Amtmann Heinrich von Gleißenthal 1554 als Besitzer von Schloss Gräfenhainichen genannt. Er wird als Thumprobst zu Merseburg, Thumherr zu Zeitz, Meißen und Wurzen, Obersteuereinnehmer, Amtshauptmann zu Schönberg und kursächsischer Geheimer Rat bezeichnet. Ab dem 4. Oktober 1554 ist er auch im Besitz von dem Gut Muldenstein, hier folgen am 14. November 1586 bis 1588 die Brüder Sigmund, Heinrich, Georg und Adolph von Gleißenthal nach. Seine Tochter Magdalene von Gleißenthal († 22. März 1671) ist die dritte Ehefrau des Wolff Siegfried von Kötteritz, „hochfürstlich Anhalt-Zerbstischer Premierminister“ (⚭ 1667). Hans Casper von Gleißenthal hat 1624 das Gut Collm von Burggraf Truchseß von Walzhausen gegen sein Gut Sonnenberg im Rastenburgischen eingetauscht. 1676 kaufte dieses Gut die Witwe des Erhard von Rödern. Andreas von Gleißenthal war 1636 kursächsischer Rittmeister und war vor Hall von dem feinde geschossen geworden; er wurde im Dom von Halle begraben.

## Wappen
Das gevierte Wappen von 1667 ist in Feld 1 unter schwarzem Schildeshaupt silber, in 2 und 3 schwarz, in 4 über schwarzem Schildesfuß silber, alle Felder ohne Bild. Auf den zwei Helmen mit schwarz-silbernen Decken rechts der einwärts gekehrte Rumpf einer schwarz gekleideten gekrönten Jungfrau mit fliegendem Haar zwischen zwei schwarzen Büffelhörnern, je belegt mit einer von Silber und Schwarz in drei Reihen geschachten Spange. Auf dem linken Helm auf einem flachen silbernen Hut mit breitem schwarzen Aufschlag ein wie der Schild bezeichneter geschlossenen Flug.

## Berühmte Familienmitglieder
Johann Georg von Gleißenthal (1507–1580), Abt von Kloster Speinshart und Viztum der Oberen Pfalz
Wilhelm Freiherr von Gleissenthal (1814–1894), Königlich bayrischer Bezirksförster, Mitglied des Corps Bavaria